# 서울특별시중부교육지원청
서울특별시중부교육지원청(서울特別市中部敎育支援廳, Seoul Jungbu District Office of Education)은 서울특별시 종로구, 중구, 용산구를 관할하는 서울특별시교육청 산하의 교육지원청이다.
교육장은 장학관으로 보한다.

## 산하기관

### 종로구
초등학교
| - 상명대학교 사범대학 부속초등학교 - 서울교동초등학교 - 서울대학교 사범대학 부설초등학교 - 서울독립문초등학교 | - 서울매동초등학교 - 서울명신초등학교 - 서울세검정초등학교 - 서울숭신초등학교 | - 서울재동초등학교 - 서울창신초등학교 - 서울청운초등학교 | - 서울혜화초등학교 - 서울효제초등학교 - 운현초등학교 |

중학교
| - 경신중학교 - 대신중학교 - 덕성여자중학교 | - 동성중학교 - 배화여자중학교 | - 상명대학교 사범대학 부속여자중학교 - 서울대학교 사범대학 부설여자중학교 | - 중앙중학교 - 청운중학교 |

### 중구
초등학교
| - 동산초등학교 - 리라초등학교 - 서울광희초등학교 | - 서울남산초등학교 - 서울덕수초등학교 - 서울봉래초등학교 | - 서울신당초등학교 - 서울장충초등학교 - 서울청구초등학교 | - 서울충무초등학교 - 서울흥인초등학교 - 숭의초등학교 |  |

중학교
| - 금호여자중학교 - 대경중학교 | - 덕수중학교 - 장원중학교 | - 장충중학교 - 창덕여자중학교 | - 한양중학교 - 환일중학교 |

### 용산구
초등학교
| - 서울금양초등학교 - 서울남정초등학교 - 서울보광초등학교 - 서울삼광초등학교 | - 서울서빙고초등학교 - 서울신용산초등학교 - 서울용산초등학교 - 서울용암초등학교 | - 서울원효초등학교 - 서울이태원초등학교 - 서울청파초등학교 - 서울한강초등학교 | - 서울한남초등학교 - 서울후암초등학교 - 신광초등학교 |

중학교
| - 배문중학교 - 보성여자중학교 - 선린중학교 | - 성심여자중학교 - 신광여자중학교 | - 오산중학교 - 용강중학교 | - 용산중학교 - 한강중학교 |

## 같이 보기
- 대한민국 교육부